# Liparis asinacephala
Liparis asinacephala är en orkidéart som beskrevs av Wally Suarez och James Edward Cootes. Liparis asinacephala ingår i släktet gulyxnen, och familjen orkidéer.
Artens utbredningsområde är Filippinerna. Inga underarter finns listade i Catalogue of Life.